# Jozef-Šimon Turík
Jozef-Šimon Turík (* 19. července 1995, Snina, Slovensko) je slovenský fotbalový záložník, hráč východoslovenského klubu MFK Zemplín Michalovce.
V sezóně 2014/15 se stal s MFK Zemplín Michalovce vítězem 2. slovenské fotbalové ligy.

## Klubová kariéra
- MFK Snina (mládež)[2]
- MFK Zemplín Michalovce (mládež)
- MFK Zemplín Michalovce 2014–[3]